# 肯杰尔 (匈牙利)
肯杰尔，是匈牙利亚斯-瑙吉孔-索尔诺克州所辖的一个村，总面积79.14平方公里，总人口3987，人口密度50.4人/平方公里（2010年1月1日）。